# Kiosk (便利商店)

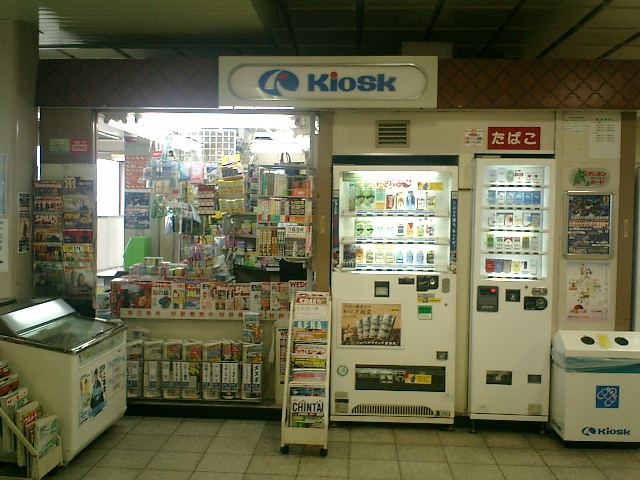
JR西日本德庵車站的Kiosk

Kiosk是日本的JR集團所屬的各鐵路客運公司在車站內所開設的連鎖便利商店及其商標名，日文表記有兩種寫法但發音相似：JR東日本所屬的系統稱呼為「 Kiosuku」，其他5家JR鐵路客運公司則稱呼為「 Kiyosuku」。
JR集團在民營化之前為日本國有鐵道，而Kiosk的前身即為國鐵時代的站內販售亭。雖然各JR鐵路客運公司共用Kiosk商標，但在經營上則是各自獨立。

## 外部連結
- 北海道キヨスク （页面存档备份，存于）
- ジェイアール東日本リテールネット （页面存档备份，存于）
- 東海キヨスク （页面存档备份，存于）
- ジェイアール西日本デイリーサービスネット （页面存档备份，存于）
  - ジェイアールサービスネット福岡 （页面存档备份，存于）
- 四国キヨスク （页面存档备份，存于）
- JR九州リテール （页面存档备份，存于）